# Pan-Amerikaanse Damfederatie
De Pan-Amerikaanse Damfederatie (Pan American Draught Confederation; PAMDCC) is de koepel van dambonden in Amerika en de Caraïben.
De bond werd in 1980 opgericht en heeft de hoofdvestiging in Willemstad, Curaçao. Ze organiseert onder meer het Pan-Amerikaans kampioenschap dammen.

## Leden
Bij de PAMDCC zijn per land de volgende dambonden aangesloten:
- Aruba, Club di Dam Arowak
- Barbados, Barbados Draughts Association
- Bonaire, Federashon di Dam Boneriano
- Brazilië, Confederacao Brasileira de Jogo de Damas
- Canada, Association québécoise des joueurs de dames
- Costa Rica, Asociacion Costarricense del Juego de Damas
- Cuba, Federacion Cubana de Juegos de Damas (voorlopig)
- Curaçao, Federashon Dam Korsou
- Dominicaanse Republiek, Federacion Dominicana de Juego de Damas
- Grenada, Grenada Draughts Association
- Guadeloupe, Ligue Guadeloupeenne du Jeu de Dames
- Haïti, Federation Haitienne de Jeu de Dames
- Suriname, Surinaamse Dambond
- Trinidad en Tobago, Trinidad and Tobago Draughts & Checkers Association
- Verenigde Staten, International Checkers Association of North America

## Voorzitters
Hieronder volgt een (niet complete) lijst van voorzitters:
- Ronald Rudolf (Ronny) Vlijter (Suriname), vanaf 1980[1]
- Ludwig Leito (Curaçao), vanaf 1987[3]
- Mell Simmons (Curaçao), vanaf 1992[4]
- Raj Narain (Suriname), vanaf 2011[5]